# Thomas D. McKeown

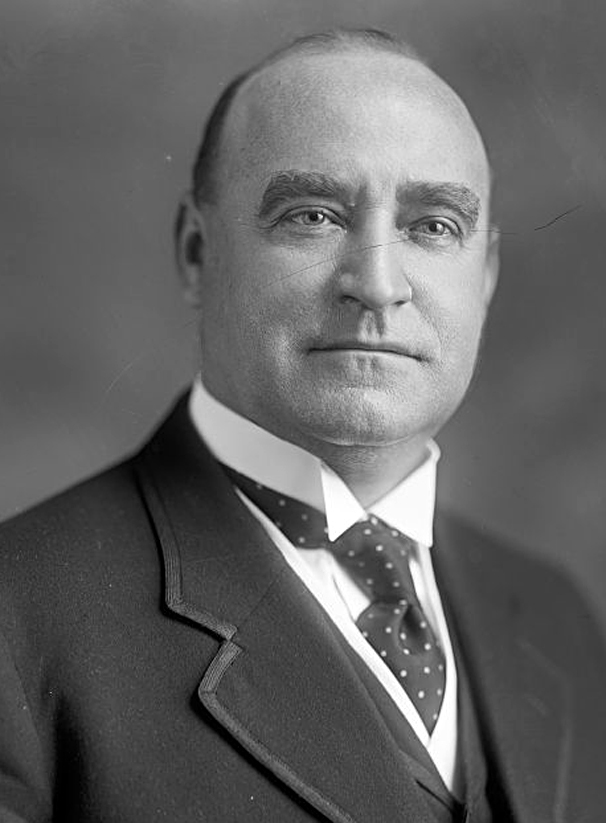
Thomas D. McKeown

Thomas Deitz „Tom“ McKeown (* 4. Juni 1878 in Blackstock, Chester County, South Carolina; † 22. Oktober 1951 in Ada, Oklahoma) war ein US-amerikanischer Politiker. Zwischen 1917 und 1921 sowie von 1923 bis 1935 vertrat er den vierten Wahlbezirk des Bundesstaates Oklahoma im US-Repräsentantenhaus.

## Werdegang
Thomas McKeown besuchte die öffentlichen Schulen seiner Heimat und genoss zeitweise auch privaten Unterricht. Danach besuchte er bis 1898 Vorlesungen an der Cornell University in Ithaca (New York). Nach einem Jurastudium und seiner 1898 erfolgten Zulassung als Rechtsanwalt begann er in Malvern (Arkansas) in seinem neuen Beruf zu arbeiten. Im Jahr 1901 zog McKeown nach Ada im Indianergebiet, das später Teil des Staates Oklahoma wurde. Auch in seiner neuen Heimat arbeitete er als Rechtsanwalt. Im Jahr 1909 wurde er Präsident der dortigen Anwaltskammer. Zwischen 1910 und 1916 war McKeown Richter in verschiedenen Gerichtsbezirken Oklahomas.
Politisch wurde McKeown Mitglied der Demokratischen Partei. 1917 wurde er im vierten Distrikt von Oklahoma in das US-Repräsentantenhaus in Washington, D.C. gewählt, wo er am 4. März 1917 William H. Murray ablöste. Nach einer Wiederwahl im Jahr 1918 konnte er sein Mandat im Kongress zunächst bis zum 3. März 1923 ausüben. Bei den Wahlen des Jahres 1920 unterlag er dem Republikaner Joseph C. Pringey. Zwei Jahre später gelang es McKeown, seinen Sitz im Kongress zurückzugewinnen. Nachdem er auch die fünf folgenden Wahlen gewonnen hatte, konnte er zwischen dem 4. März 1923 und dem 3. Januar 1935 sechs zusammenhängende Legislaturperioden im Kongress absolvieren. Für die Wahlen des Jahres 1934 wurde er von seiner Partei nicht mehr nominiert.
Nach dem Ende seiner Zeit im Kongress zog McKeown nach Chicago, wo er als Rechtsanwalt arbeitete. Im Jahr 1937 kehrte er nach Ada zurück, wo er sowohl in der Landwirtschaft als auch im Ölgeschäft tätig wurde. Im Jahr 1942 war er Delegierter auf dem Parteitag der Demokraten in Oklahoma. Zwischen April 1946 und Januar 1947 fungierte McKeown als Bezirksstaatsanwalt im Pontotoc County. Danach war er bis zu seinem Tod im Jahr 1951 Bezirksrichter.